# Nicolaas Plomp
Nicolaas Plomp (Alphen aan den Rijn, 1782 - Kampen, 11 augustus 1852) was een Nederlands ingenieur, ambtenaar en architect, bekend als stadsarchitect van Kampen in Overijssel.
Plomp woonde in Princenhage en werkte voor de Waterstaat (Corps Ingenieurs van den Waterstaat en der Publieke Werken) in Breda tot 1826.
Vanaf 1826 was hij stadsbouwmeester in Kampen, waar hij in 1852 op 70-jarige leeftijd overleed. Naast vele gebouwen, onder meer langs de rivier de IJssel, het zogenaamde IJsselfront, liet hij ook strekdammen aanleggen, liet hij de stadsmuur slopen en ontwierp hij het Stadspark dat in de jaren 1830 werd aangelegd, maar dat sindsdien ingrijpend gewijzigd is.

## Werken van Plomp
- de Johanneskerk in Princenhage in Breda (1819), protestantse zaalkerk in neoclassicistische stijl
- de Lutherse kerk aan de Burgwal in Kampen (1843), Neoclassicistisch
- de (voormalige) Synagoge (tegenwoordig gemeentelijk expositiecentrum) aan de IJsselkade in Kampen (1847), Neoclassicistisch

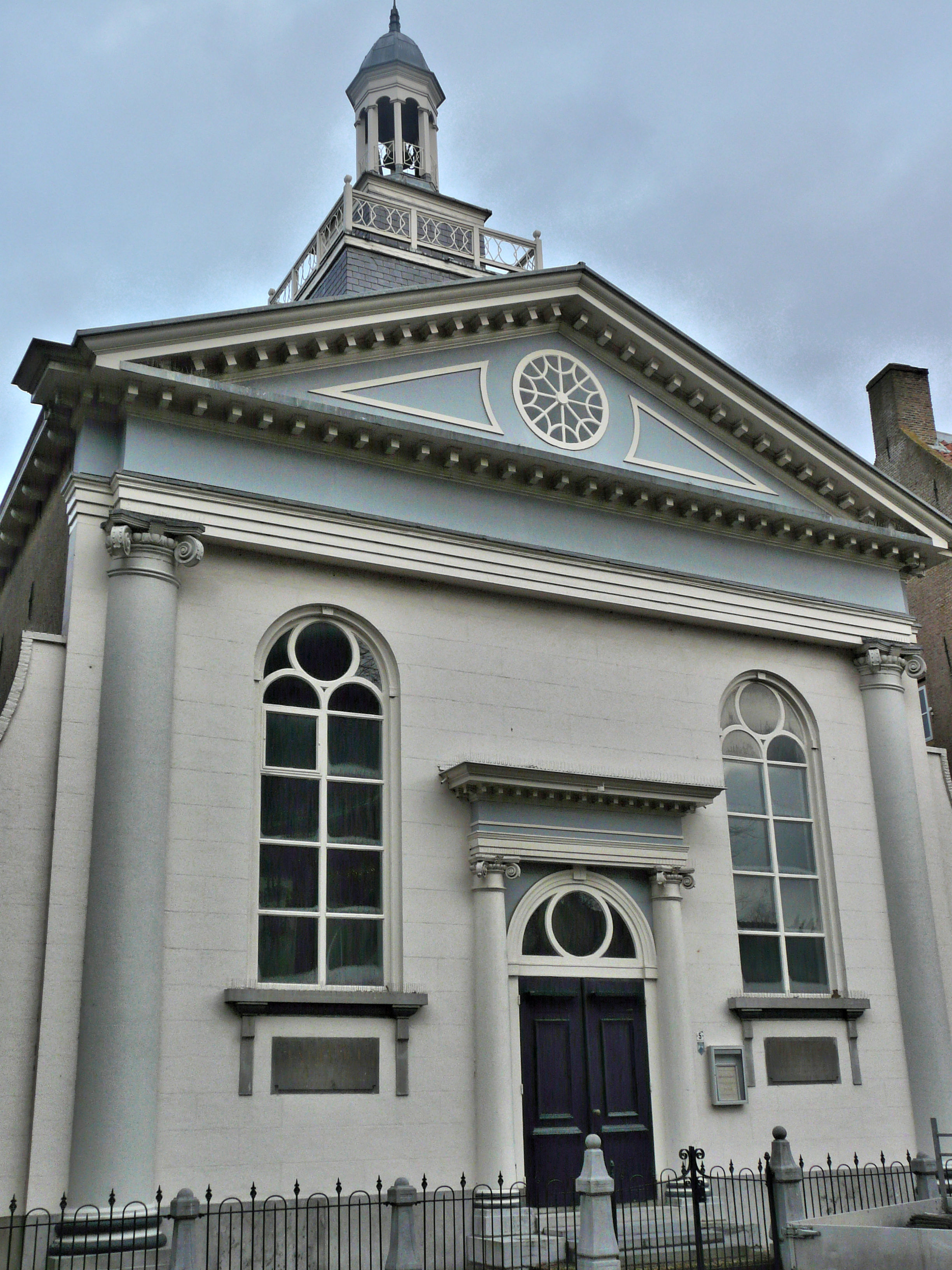
Johanneskerk in Princenhage
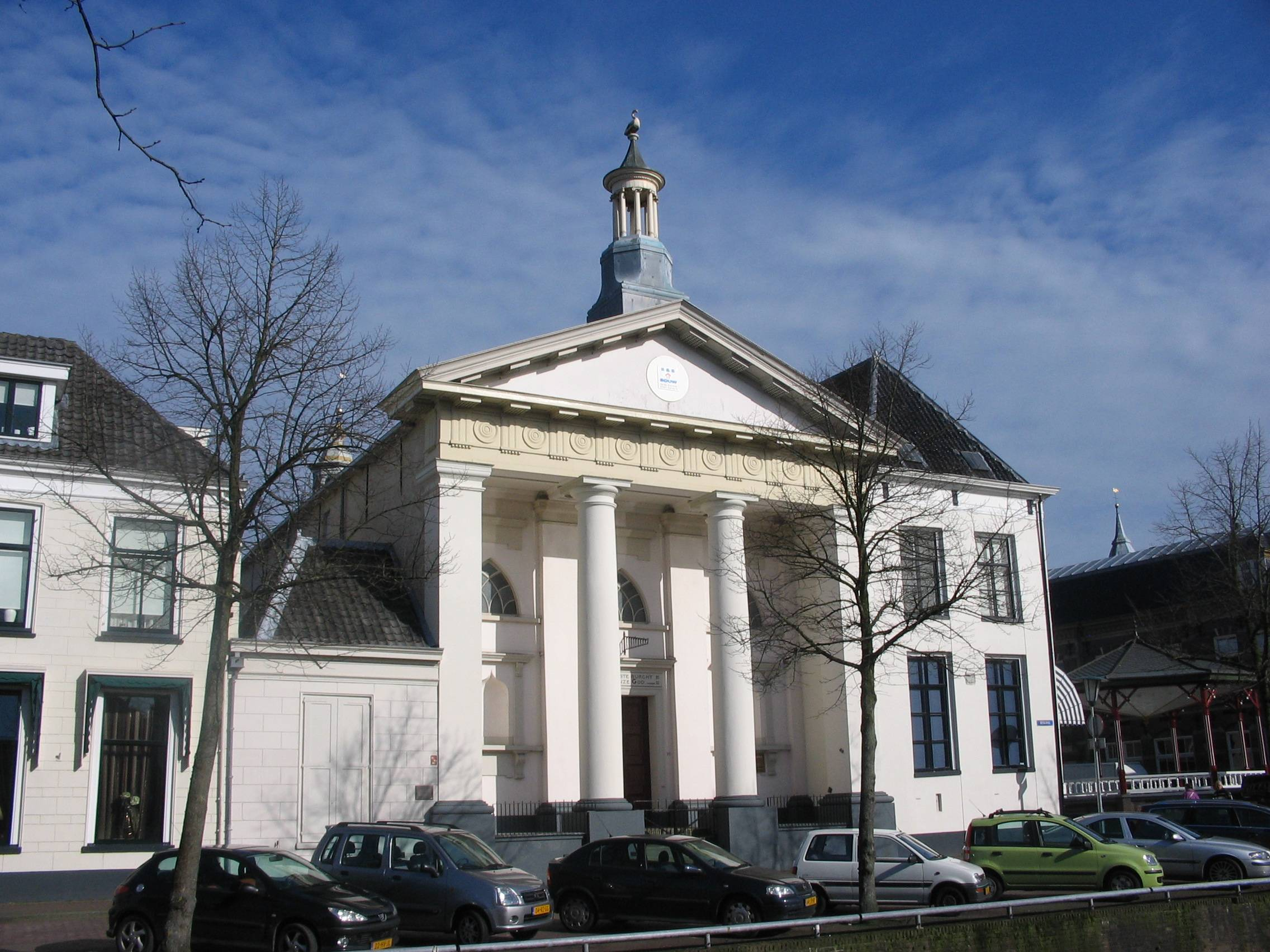
Lutherse kerk in Kampen
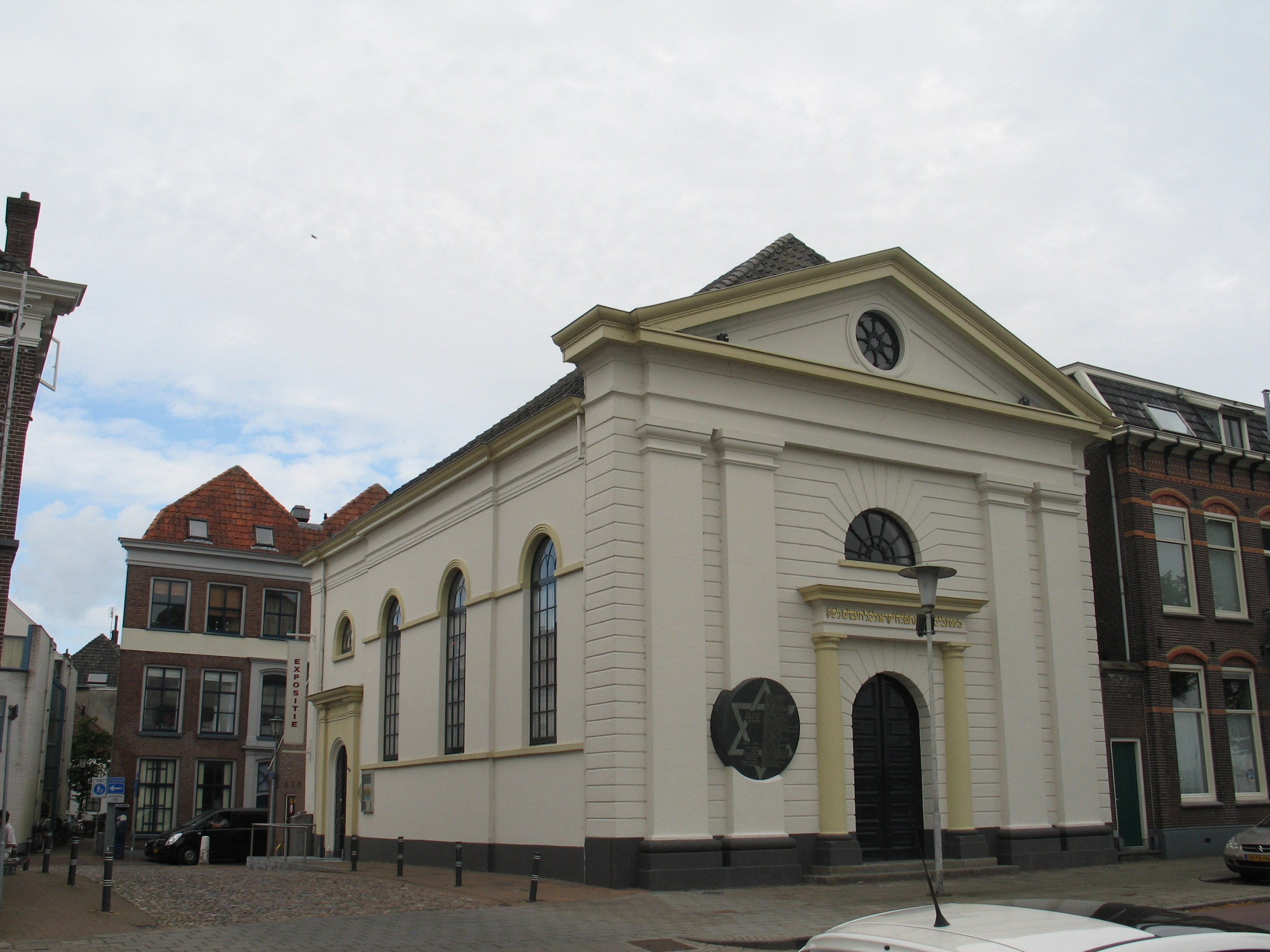
Synagoge in Kampen